# Pietro Sandei
Pietro Sandei (Parma, 20 dicembre 1991) è un cavallerizzo italiano, specialista nel concorso completo.

## Carriera
Ha gareggiato ai Campionati Europei del 2017 e del 2021 e ai Giochi Mondiali Equestri FEI del 2018 a Tryon. Nel 2017 ha vinto il bronzo a squadre in sella a Rubis de Prere.
Sandei ha rappresentato la squadra italiana di completo alle Olimpiadi estive del 2024 a Parigi insieme al cavallo Rubis de Prere. Inizialmente era riserva, ma subentrò nel percorso di cross-country dopo che Emiliano Portale fu eliminato nella prova di dressage.

## Palmarès
- Medaglie ai Campionati europei di concorso completo: 1
 Bronzo Concorso completo: Strzegom 2017